# Луп Сенонский
Луп Сенский (фр. Loup de Sens; около 573, вблизи Аврелиана — около 623, усадьба Бриеннон, департамент Йонна) — святой римско-католической церкви, 19-й епископ Сенона (ныне город Санс).

## Жизнеописание
Точная дата рождения святого неизвестна, вероятнее всего в семидесятых годах VI века. Отец Беттон и мать Австрегильда были связаны родственными отношениями с королевской семьёй Меровингов. В школе отрок Луп явно превосходил своих сверстников по способностям, уму и красноречию, но особенно его привлекало к себе церковное богослужение. Последняя причина позволила ему стать воспитанниками братьев его матери — епископов Аврелиана и Авнахария. Будучи рукоположенным в священнический сан, святой Луп стал известен своими аскетическими подвигами, милосердием к бедным и частым посещением захоронений святых. Предание повествует, что однажды ночью, когда он пришёл в церковь помолиться, перед ним сами собой отворились запертые двери.
После смерти епископа Артемия, духовно окормлявшего город Сенон, местные жители и духовенство попросили короля Дагоберта II назначить им нового епископа в лице священника Лупа. После назначения у св. Лупа появилось как много новых друзей, так и врагов. После смерти короля святой Луп был оболган и новый правитель Хлотарь II отправил его в ссылку в Пикардию. Но и там святой продолжал свой духовный подвиг и многих язычников обратил в христианство. Его особенное почитание распространилось после того, как епископ Луп исцелил слепого.
Жители Сенона не смирились с изгнанием любимого епископа и в конце концов, спустя примерно год, Луп был возвращён на кафедру, причём король раскаялся в своём поступке и попросил у святого епископа прощения. В последующее время святой Луп совершил много чудес, а скончался во время поездки по своей епархии около 623 года.

## Покровительство
Церкви, названные именем святого Лупа Сенонского:
- Церковь Святого Лупа в Сен-Луп-де-Но (департамент Сена и Марна, регион Иль-де-Франс, Франция);
- Церковь Святого Лупа в Вильфлингене (район Биберах, земля Баден-Вюртемберг, Германия);
- Церковь Святого Лупа в Бриенон-сюр-Армансоне (департамент Йонна, регион Бургундия — Франш-Конте, Франция);
- Бывшая церковь и госпиталь Святого Лупа в Кёльне (Альтштадт-Норд).

Монастыри:
- Монастырь цистерцианок святого Лупа в Сен-Жан-де-Бре (департамент Луаре, регион Центр — Долина Луары, Франция);
- Монастырь святого Лупа в Труа, Франция.

## Гимн святому Лупу
В 1689 году в Париже в сборнике Hymni Sacri et Novi печатается гимн, посвящённый памяти Лупа Сенонского. В его строках на латыни воспевается духовный подвиг святителя и исповедника. Автор слов — католический священник Жан-Батист де Сантель, известный каноник и духовный поэт из аббатства Св. Виктора в Париже, автор музыки неизвестен.

## Целебный колодец святого Лупа

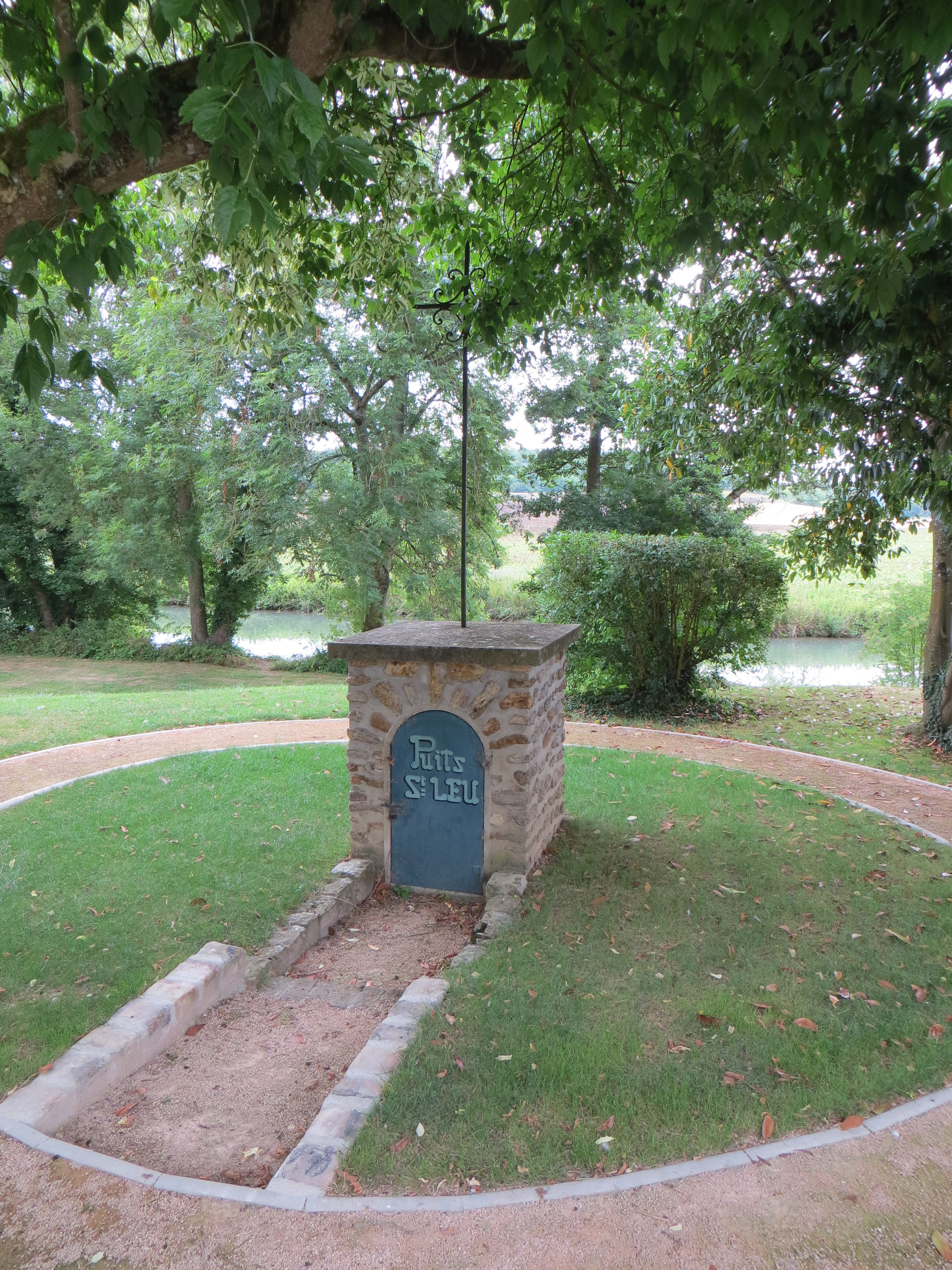
Источник Св. Лупа в Тижо

В деревне Тижо (Tigeaux) (департамент Сена и Марна, регион Иль-де-Франс) существует колодец Сен-Ле: каждое первое воскресенье сентября на деревенской площади проходит процессия, посвященная (как повествует предание) чудесным свойствам воды из этого колодца, которая лечит глазные болезни и страх. Этот колодец был обнаружен Сен-Ле или Лупом, епископом Сенонским.